# 艾斯迪禾·韋利安
艾斯迪禾·韋利安·艾美達·迪奧利華拉·干沙維斯（葡萄牙語：Estêvão Willian Almeida de Oliveira Gonçalves，2007年4月24日—）是一名巴西職業足球員，司職翼鋒，現効力英超球會車路士，並代表巴西參與國際賽事。

## 球會生涯

### 早年生涯
艾斯迪禾出生於聖保羅州弗朗卡，並在2017年加入高士路的青訓學院，開始足球生涯。2018年，他以僅10歲之齡與運動品牌Nike簽下一紙贊助合約，成為巴西足球史上最年輕與Nike簽約的足球員。

### 彭美拉斯
2021年5月，艾斯迪禾與彭美拉斯簽下青年合約，加盟該隊的青訓學院。2022年，他在加盟後的首個完整賽季即協助球隊贏得多項青年隊錦標，包括U17巴甲、U17巴西盃等。2023年10月，他在U17巴甲決賽中上演帽子戲法，協助球隊以3–0擊敗聖保羅，成功衛冕聯賽冠軍。
2023年12月7日，艾斯迪禾在對陣高士路的巴甲比賽中上演職業生涯地標戰，他在比賽第78分鐘後備上陣，彭美拉斯最終以1–1賽和對手，並憑這場和局贏得聯賽冠軍。他以16歲又8個月成為彭美拉斯球會史上第四年輕的上陣球員。
2024年4月24日，他在對陣烏拉圭球隊利物浦的南美自由盃分組賽賽事中射入職業生涯首個入球，協助球隊以3–1取得勝利。他成為繼和後第三位在17歲生日之前於南美自由盃入球的巴西球員。

### 車路士
2024年6月22日，英超球會車路士宣布艾斯迪禾將在年滿18歲後，在2025年夏天加盟球會，轉會費據報為3400萬歐元，另加2300萬歐元獎金。

## 國家隊生涯
艾斯迪禾在2022年10月首次獲巴西U17徵召，參與熱身賽。
2024年8月23日，艾斯迪禾首次入選巴西國家隊，參與對陣厄瓜多爾和巴拉圭的2026年國際足協世界盃外圍賽。同年9月6日，他在對陣厄瓜多爾的比賽中後備上陣，完成國家隊地標戰，並成為巴西國家隊史上第五年輕的上陣球員。巴西最終以1–0擊敗對手。

## 生涯統計

### 球會
最後更新：2025年5月28日
| 效力球會 | 球季     | 聯賽     | 聯賽 | 聯賽 | 州聯賽 | 州聯賽 | 國家盃賽 | 國家盃賽 | 洲際賽事 | 洲際賽事 | 其他 | 其他 | 總計 | 總計 |
| 效力球會 | 球季     | 聯賽     | 上陣 | 入球 | 上陣   | 入球   | 上陣     | 入球     | 上陣     | 入球     | 上陣 | 入球 | 上陣 | 入球 |
| -------- | -------- | -------- | ---- | ---- | ------ | ------ | -------- | -------- | -------- | -------- | ---- | ---- | ---- | ---- |
| 彭美拉斯 | 2023     | 巴甲     | 1    | 0    | —      | —      | —        | —        | —        | —        | —    | —    | 1    | 0    |
| 彭美拉斯 | 2024     | 巴甲     | 31   | 13   | 5      | 0      | 2        | 1        | 7        | 1        | 0    | 0    | 45   | 15   |
| 彭美拉斯 | 2025     | 巴甲     | 10   | 0    | 14     | 5      | 2        | 2        | 5        | 4        | 0    | 0    | 31   | 11   |
| 彭美拉斯 | 總計     | 總計     | 42   | 13   | 19     | 5      | 4        | 3        | 12       | 5        | 0    | 0    | 77   | 26   |
| 生涯總計 | 生涯總計 | 生涯總計 | 42   | 13   | 19     | 5      | 4        | 3        | 12       | 5        | 0    | 0    | 77   | 26   |

1. 1 2  於巴西聖保羅州聯賽賽事上陣。
2. 1 2  於南美自由盃賽事上陣。

### 國家隊
最後更新：2024年11月14日
| 代表國家隊 | 年份 | 上陣 | 入球 |
| ---------- | ---- | ---- | ---- |
| 巴西       | 2024 | 3    | 0    |
| 總計       | 總計 | 3    | 0    |

## 榮譽

### 球會
彭美拉斯
- 巴西足球甲級聯賽：2023（英语：2023 Campeonato Brasileiro Série A）
- 巴西聖保羅州聯賽：2024（英语：2024 Campeonato Paulista）[18]

## 外部連結
- 艾斯迪禾在彭美拉斯官網上的球員檔案 （页面存档备份，存于）